# 崩壊生成物
崩壊生成物（ほうかいせいせいぶつ、Decay product）とは、核物理学において子孫核種としても知られる、放射性崩壊を経たのちの核種のことである。

## 概要
崩壊生成物は、放射性崩壊や放射性廃棄物の取り扱いを考える上で極めて重要である。
実際、ほとんどすべての崩壊生成物が放射性物質である。
このため、ほとんどの放射性核種は単なる崩壊生成物であるだけでなく、崩壊系列によって最終的には安定した核種になる。例えば、鉛にはいくつかの同位体があるが、その中に崩壊系列が止まる安定同位体がある。
多くの場合、こうした崩壊系列の中間段階にある生成物は、元の核種よりも非常に強い放射性を持つために、はるかに危険であることがある。
純粋な金属ウラニウムは危険というほど高い放射性を帯びてはいないが、ウラン鉱石でありまた自然に生成される瀝青ウラン鉱はラジウムを含有しているため、とても危険なものになっている。ラジウムそのものの高い放射性も大変危険であるが、崩壊系列の次の段階で生じるラドンの持つ更に強い放射性も危険である。
同様に、トリウムを添加したガスランプの覆いは、当初は非常にわずかな放射性しかないが、数ヶ月経るとはるかに強い放射性を持つようになる。
放射性物質の任意の原子がいつ崩壊するのかを予測することはできないが、どんな崩壊生成物が生じるかについては予測可能である。
このため、崩壊生成物は元の物質の量や種類を知る上で有用であり、核関連施設の内部や周辺で放射能汚染のレベルを計測したり、埋蔵文化財や海底遺物、古代化石の放射年代測定などに使われている。

## 崩壊系列
放射性崩壊で生じる崩壊生成物のほとんど全てが放射性である。このため、ほとんどの放射性物質は直接安定物質に壊変するのではなく、安定同位体になるまで壊変を繰り返すのである。このような一連の壊変を崩壊系列という。
通常、放射性崩壊の崩壊モードには3種類しかない。すなわちアルファ崩壊、ベータマイナス崩壊、ベータプラス崩壊である。これらのうち、アルファ崩壊だけが質量数を4減らす。このため、いかなる壊変が起こっても質量数を4で割った余りは同じであり、あらゆる核種は4つに分類されている。ある崩壊系列に属する核種は、同じ系列のいずれかの核種から生成したことになる。
自然の状態では4つのうち主に3つの崩壊系列が見られる。すなわちウラン系列、トリウム系列、アクチニウム系列である。いずれの系列もそれぞれ異なる鉛の安定同位体になって終わる。
このほか、硫黄38など、もっと短い系列も多くある。

## ラドンとトロン
ウラン238、トリウム232の崩壊により、それぞれラドン222、ラドン220が生まれる。どちらも放射性の希ガスであり、それぞれ「（狭義の）ラドン」「トロン」という通称で呼ばれる。天然のウラン鉱石（およびその崩壊生成物であるラジウム鉱石）やトリウム鉱石は、絶えずラドンガスを生み出しているのである。屋外であれば、ラドンガスは化学反応をすることなく大気中に拡散し、いずれは崩壊して安定核に変化する。
しかし、家屋の下の地面、または、たとえばコンクリートの骨材としての砂やアスファルト舗装の路盤に使う砂利のような建材に含まれるウラン（およびラジウム）やトリウムが崩壊すると、建物の中の空気にラドンガスが蓄積していく。特に換気頻度が低い場所、例えば地下室、坑道、あるいは高気密住宅では時として問題になるほどの濃度にまで至ることがある。
国際放射線防護委員会(ICRP)の2007年勧告では、既に建てられた建造物については200Bq/m3を越える場合は対策を講じるべきであると勧告している。
また、新築の場合にあっては100Bq/m3を越えないようにするべきであるとしている。
現在、平均的な年間被曝線量2.4mSv/年のうちラドンガスによる被曝は1.2mSv/年を占めている。